# (660) Crescentia
(660) Crescentia – planetoida z grupy pasa głównego asteroid okrążająca Słońce w ciągu 4 lat i 13 dni w średniej odległości 2,53 j.a. Została odkryta 8 stycznia 1908 roku w Taunton (Massachusetts) przez Joela Metcalfa. Nazwa planetoidy pochodzi od imienia bohaterki średniowiecznych germańskich legend opisanej w książce Historic von der geduldigen Königin Crescentia opartej na podstawie poematu z XII wieku. Przed jej nadaniem planetoida nosiła oznaczenie tymczasowe (660) 1908 CC.